# Trophée silver stone
Pour l’article ayant un titre homophone, voir Silverstone.
Le Trophée silver stone (Silver Stone Trophy) est un prix de hockey sur glace, créé par l'artiste italien Enzo Bosi, et récompensant originellement le vainqueur de la Ligue européenne de hockey. Le trophée pèse une stone — un peu moins de 7 kilogrammes — et il est fabriqué en argent, d'où son nom anglais The Silver Stone. De 2005 à 2008, il récompensa le vainqueur de la Coupe d'Europe des clubs champions qui recevait une réplique du trophée. En 2009, il récompensa le club qui remporta la Ligue des champions de hockey sur glace.

## Palmarès duTrophée silver stone

### Ligue européenne de hockey
- 1997 : TPS Turku
- 1998 : VEU Feldkirch
- 1999 : Metallourg Magnitogorsk
- 2000 : Metallourg Magnitogorsk

### Coupe d'Europe des clubs champions
- 2005 : Avangard Omsk
- 2006 : HK Dinamo Moscou
- 2007 : AK Bars Kazan
- 2008 : Metallourg Magnitogorsk

### Ligue des champions
- 2009 : ZSC Lions

## Sources
- (en) Cet article est partiellement ou en totalité issu de l’article de Wikipédia en anglais intitulé « Silver Stone Trophy » (voir la liste des auteurs).